# Дивлячись на неприємності (фільм, 1926)
«Дивлячись на неприємності» (англ. Looking for Trouble) — американський вестерн, мелодрама режисера Роберта Н. Бредбері 1926 року.

## Сюжет
Джек Пеппер випадково стріляє з пістолета, змушуючи редактора газети відкликати свою заяву щодо міс Туліп Гельєр, а шериф йде слідом за Джеком. Ховаючись, Джек знаходить тайник лікеру на ранчо Гельєр, він був поміщений там як приманка, щоб відвернути увагу шерифа в той час як банда злочинців переходять через кордон.

## У ролях
- Джек Гоксі — Джек Пеппер
- Марселін Дей — Туліп Гельєр
- Дж. Гордон Расселл — Джаспер Мерчисон
- Кларк Комсток — Джим Гельєр
- Едмунд Кобб — Філ Кертіс
- Бад Осборн — Лу Баркголд
- Пеггі Монтгомері — Лаура Баркголд
- Вільям Даєр — шериф
- Скаут Горс — кінь Джека